# Clotário de Macedo Portugal
Clotário de Macedo Portugal (Campo Largo, 8 de junho de 1881 — Curitiba, 9 de fevereiro de 1947) foi um advogado e político brasileiro.
Foi interventor federal no Paraná, de 3 de novembro de 1945 a 24 de fevereiro de 1946.
Fundador e primeiro presidente do Rotary Club de Curitiba, PR, em 1933-1934. 